# 馮雅各伯
馮雅各伯（義大利語：Giacomo Luigi Fontana；1780年7月2日—1838年7月11日）是天主教義大利籍主教及巴黎外方傳教會會士。曾任四川宗座代牧區宗座代牧（1817年-1838年）及湖北省湖廣宗座代牧區宗座代牧（1838年）。

## 生平
馮雅各伯出生於1780年7月2日，在意大利撒丁王國都靈省的市鎮蒙塔納羅。1817年5月9日，馮雅各伯在36歲時晉鐸，並赴中國湖北省傳教。
1817年5月24日，馮雅各伯在39歲時獲時任教宗庇護七世任命為四川宗座代牧區宗座代牧牧，領銜意大利塔羅斯教區主教。1820年5月21日，由四川助理宗座代牧馬伯樂主教主禮晉牧。
1838年，馮雅各伯主教調任已教座出缺101年的湖廣宗座代牧區宗座代牧。但是，同年7月11日馮雅各伯主教在清朝湖北省武昌去世，享年58歲。